# (5792) Unstrut
(5792) Unstrut ist ein Asteroid des Hauptgürtels, der am 5. Januar 1964 vom deutschen Astronomen Freimut Börngen an der Thüringer Landessternwarte Tautenburg (IAU-Code 033) im Tautenburger Wald in Thüringen entdeckt wurde.
Der Himmelskörper wurde nach der Unstrut, einem 192 Kilometer langen Nebenfluss der Saale, benannt.